# Níkos Boudoúris
Níkos Boudoúris (en grec : Νίκος Μπουντούρης, né le 25 septembre 1971 à Volos, en Grèce) est un joueur et dirigeant grec de basket-ball. Il évolue au poste d'arrière. Il est devenu en 2008 manager général du PAOK Salonique.

## Palmarès
- Vainqueur de l'Euroligue 1999-2000 (Panathinaïkos)
- Vainqueur de la Coupe Saporta 1991 (PAOK Salonique)
- Vainqueur de la Coupe Korać 1994 (PAOK Salonique)
- Champion de Grèce 1992 (PAOK Salonique), 1999, 2000 (Panathinaïkos)
- Vainqueur de la coupe de Grèce 1995 (PAOK Salonique), 2002 (Olympiakos)